# Bruce Ibbetson
Bruce Bernard Ibbetson (født 13. januar 1953 i Los Angeles, Californien, USA) er en amerikansk tidligere roer.
Ibbetson var med i USA's otter, der vandt sølv ved OL 1984 i Los Angeles. Amerikanerne tabte knebent i finalen til Canada, der tog guldet, mens Australien fik bronze. Den øvrige besætning i amerikanernes båd var Andrew Sudduth, Chip Lubsen, John Terwilliger, Chris Penny, Tom Darling, Fred Borchelt, Charles Clapp og styrmand Bob Jaugstetter. Det var Ibbetsons eneste OL.

## OL-medaljer
- 1984:  Sølv i otter